# Nejmenší společný násobek
Nejmenší společný násobek (zkratka NSN či n, anglicky least common multiple – LCM) několika daných čísel je nejmenší kladné celé číslo, které je celočíselným násobkem všech daných čísel.
Společný násobek dvou nebo několika čísel je takové číslo, které je násobkem každého z těchto daných čísel.

## Příklad
Například nejmenší společný násobek čísel 15, 20 a 90 je 180.

## Výpočet pomocí rozkladu
Nejmenší společný násobek dvou čísel lze nalézt tak, že každé z čísel je rozloženo na součin prvočísel (tzv. prvočíselný rozklad) a výsledný NSN je součinem největšího možného počtu všech prvočísel (resp. součin největších mocnin), která se vyskytují alespoň v jednom rozkladu.

### Ukázka (součin největšího možného počtu prvočísel)
1. Zadaná čísla: 15 a 20
2. Číslo 15 lze rozložit na součin prvočísel 3 × 5
3. Číslo 20 lze rozložit na součin 2 × 2 × 5
4. Nejmenší součin musí obsahovat součin: 2 × 2, 3 a 5, což je 2 × 2 × 3 × 5 = 60.

### Ukázka (součin největších možných mocnin)
1. Zadaná čísla: 36, 40
2. 36 = 22 × 32
3. 40 = 23 × 51
4. Výsledek: n(36, 40) = 23 × 32 × 51 = 360

### Ukázka se třemi čísly
1. Zadaná čísla: 15, 20, 90
2. 15 = 3 × 5
3. 20 = 2 × 2 × 5
4. 90 = 2 × 3 × 3 × 5
5. Výsledek: n(15, 20, 90) = 2 × 2 × 3 × 3 × 5 = 180

## Výpočet pomocí NSD
Nejmenší společný násobek (NSN) lze vypočítat pomocí největšího společného dělitele (NSD) pomocí vzorečku:
{\displaystyle NSN\left(a,b\right)={\frac {a\times b}{NSD\left(a,b\right)}}}

## Využití
NSN se používá například při sčítání zlomků o různých jmenovatelích, kdy jmenovatel výsledku je nejmenším společným násobkem jmenovatelů sčítaných zlomků, například:
{\displaystyle {\frac {1}{6}}+{\frac {1}{33}}={\frac {11}{66}}+{\frac {2}{66}}={\frac {13}{66}}}

## Vlastnost nejmenšího společného násobku a největšího společného dělitele
Součin největšího společného dělitele a nejmenšího společného násobku dvou čísel se rovná součinu těchto dvou čísel.

### Důkaz
Jestliže největší společný dělitel dvou čísel {\displaystyle a\,\!} a {\displaystyle b\,\!} je {\displaystyle x\,\!}, potom lze číslo {\displaystyle a} rozložit na součin {\displaystyle x\cdot y} a číslo {\displaystyle b\,\!} lze rozložit na součin {\displaystyle x\cdot z}. Je-li {\displaystyle x} skutečně největším společným dělitelem, potom {\displaystyle x\cdot y\cdot z} je nejmenším společným násobkem. Součin {\displaystyle a\cdot b} je roven {\displaystyle x\cdot y\cdot x\cdot z}, což je také součin NSD a NSN.